# Eichhäuser Hof

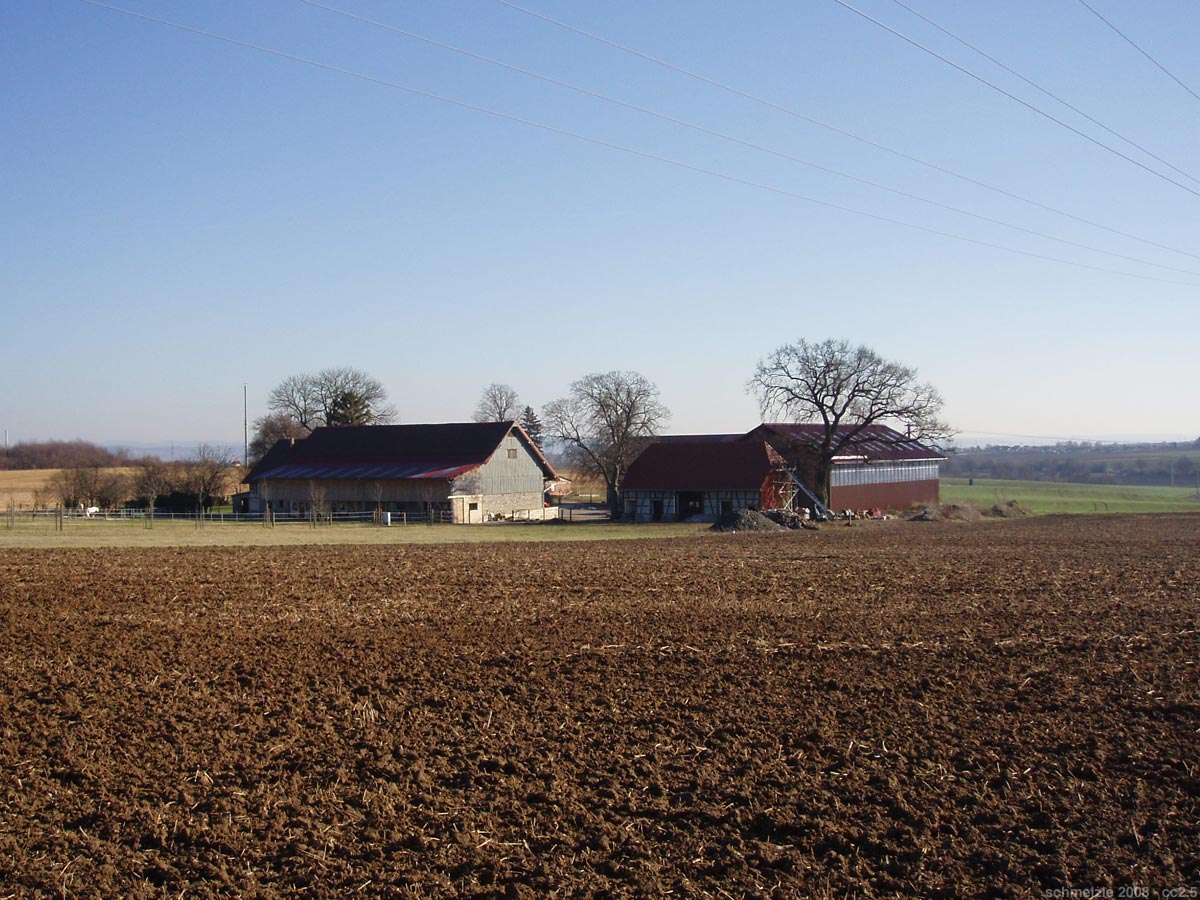
Eichhäuser Hof bei Bonfeld, Ansicht von Nordwesten

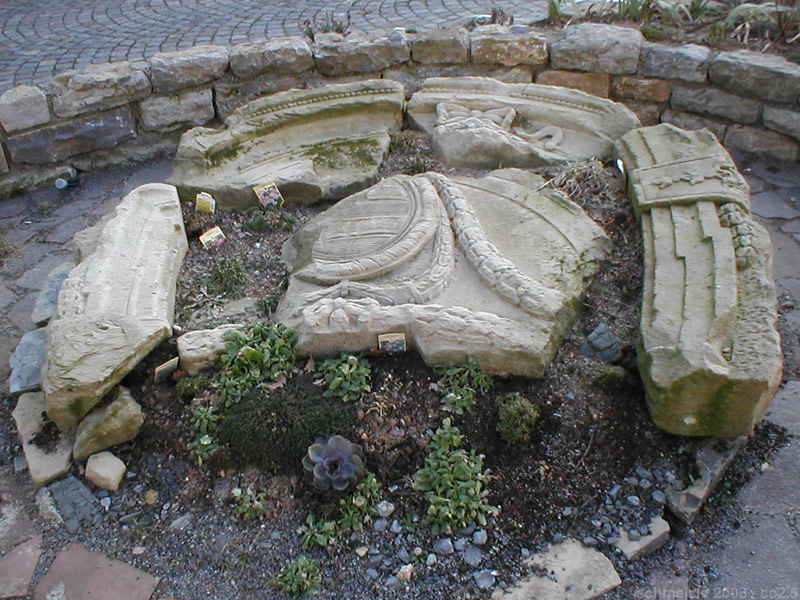
Portalfragment vom ehem. Unteren Schloss Bonfeld

Der Eichhäuser Hof ist ein um 1850 entstandenes ehemaliges Hofgut der Freiherren von Gemmingen bei Bonfeld, einem Stadtteil von Bad Rappenau im baden-württembergischen Landkreis Heilbronn, auf dem Getreideanbau und Viehwirtschaft, anschließend auf einer rund 30 Hektar großen Plantage auch Obstbau betrieben wurde.

## Geographische Lage
Der Eichhäuser Hof steht etwa 1,4 km südöstlich der Ortsmitte von Bonfeld auf einer Höhe von etwa 324 m ü. NHN nahe an der Wasserscheide zwischen Böllinger Bach im Norden und Lein im Süden.
Der Hof und seine Umgebung gehören zum Leinbachgäu genannten Unterraum Lein-Elsenz-Hügelland des Naturraums Kraichgau, der von lössreichen Ackerflächen bestimmt ist, in deren Untergrund Schichten des Mittelkeupers liegen. Auch das auf recht ebenem Gelände stehende Anwesen umgeben weite Äcker. Gut 400 Meter östlich der um einen zentralen Hof gruppierten Gebäude beginnt der Wald Seebuckel.

## Geschichte
Der Hof wurde 1852 von Moriz von Gemmingen (1817–1883) im gerodeten Breitlochwald bei Bonfeld angelegt. Der Name Eichhäuser Hof rührt von der im 9. Jahrhundert bezeugten Siedlung villa Eichusa, die sich bei Bonfeld befunden hatte. Bei der Rodung des Breitlochwaldes traten weitere der Fundamente zu Tage, die bereits seit Generationen bekannt waren und die allgemein als Reste der untergegangenen Siedlung betrachtet wurden. Spätere Erkenntnisse haben jedoch ergeben, dass die Fundamente beim Eichhäuser Hof römischen Ursprungs sind und sich die frühmittelalterliche Siedlung an einer anderen Stelle befunden hat.
Der Gründer des Hofes entstammte der ehemals reichsritterlichen Familie von Gemmingen-Guttenberg, in deren Besitz sich der nahe Ort Bonfeld seit dem 15. Jahrhundert bis zur Mediatisierung 1806 befunden hatte und die dort weiterhin über großen Grundbesitz verfügte. Moriz war zunächst Oberjustizrat in Ulm, doch bewirtschaftete er selbst von 1857 an den Hof, bevor er 1868 des Landlebens überdrüssig nach Ulm in den Staatsdienst zurückkehrte. 1905 bezog einer seiner Söhne, Ernst Karl Friedrich von Gemmingen (1863–1939), das Bonfelder Untere Schloss und bewirtschaftete von dort aus den Hof als Pächter und nach Auflösung einer bis 1932 bestehenden Gemmingenschen Kondominatsverwaltung letztlich als Alleinbesitzer. Auf ihn geht 1929 die Anlage einer Obstplantage zurück. Sein Besitz ging nach seinem Tod an seinen einzigen Sohn Reinhard von Gemmingen (1908–2001), der nach seiner Heirat 1932 ebenfalls das Bonfelder Unterschloss bezog und von dort aus den Hof bewirtschaftete. Im Zweiten Weltkrieg diente Reinhard von Gemmingen als Offizier. Als er nach Kriegsende mit seiner Familie nach Bonfeld zurückkehrte, war das Untere Schloss mit ehemaligen Fremdarbeitern belegt, so dass die Familie auf das Hofgut zog und es weiter bewirtschaftete, mit ebenfalls dort wohnenden Angestellten sowie mit Tagelöhnern; 1946 waren 60 Personen auf dem Hof beschäftigt. Die Erzeugnisse wurden auf dem Heilbronner Großmarkt verkauft.
Reinhard von Gemmingen wohnte weiterhin mit seiner Familie auf dem Hof und kehrte nicht mehr in das Unterschloss zurück, denn 1956 brannte es nieder, 1971 wurde es schließlich gesprengt. Als Reinhards Nachfolger auf dem Hof war sein Sohn Michael von Gemmingen (1943–1976) vorgesehen, ein Diplom-Agraringenieur, der eines seiner Praktika auf dem Hof absolviert hatte. Er verstarb jedoch bei einem Autounfall in Ägypten 1976. Seine Witwe und seine Tochter kehrten zwar vorerst auf den Hof zurück, verzogen dann aber nach München, wo bereits seit längerem die Töchter Reinhards lebten. Reinhard von Gemmingen betrieb den Hof und die Obstplantage noch bis ins hohe Alter. 1989 gab er die Obstplantage auf und veräußerte den größten Teil des Grundbesitzes an das Kraichgauer Adelige Damenstift. Die Hofgebäude gingen nach Reinhards Tod von dessen Erbinnen an eine Tierärztin über, die sie sanierte und dort seitdem eine Praxis betreibt.
In die heutige Freiflächengestaltung des Hofes sind die noch zu Lebzeiten Reinhards von Gemmingen dorthin verbrachten Überreste eingegangen, die vom Portal des 1971 gesprengten Bonfelder Unteren Schlosses stammen.